# Веденяев, Владимир Георгиевич
Владимир Георгиевич Веденяев (1860—1915) — русский генерал-майор, герой Первой мировой войны, Георгиевский кавалер.

## Биография
Родился 15 июля 1860 года, происходил из дворян Воронежской губернии. Образование получил в Омске в Сибирской военной гимназии, по окончании которой 8 августа 1878 года был принят в 3-е военное Александровское училище. Выпущен 8 августа 1880 года прапорщиком в 7-ю артиллерийскую бригаду.
Продолжая службу по артиллерии Веденяев последовательно получил чины подпоручика (8 августа 1881 года), поручика (8 августа 1885 года), штабс-капитана (25 декабря 1891 года) и капитана (13 июля 1897 года). В 1892 году перевёлся во 2-ю стрелковую артиллерийскую бригаду, а в 1904 году переведён в 1-й стрелковый артиллерийский дивизион.
В 1904—1905 годах Веденяев принимал участие в русско-японской войне. Участвовал в боях у деревень Кунтзянтюн, Возые, Унгентун. За отличие был произведён в подполковники (со старшинством от 18 ноября 1904 года) и назначен командиром 1-й батареи 3-го стрелкового артиллерийского дивизиона
С 5 сентября 1907 года командовал 3-й батареей 35-й артиллерийской бригады. В 1912 году прошел курс в Офицерской артиллерийской школе, которую окончил «успешно». 1 марта 1913 года был произведён в полковники и назначен командиром 1-го дивизиона 49-й артиллерийской бригады.
Во время Первой мировой войны он продолжал командовать этим дивизионом. Высочайшим приказом от 13 января 1915 года он за боевые отличия был награждён орденом св. Георгия 4-й степени, а высочайшим приказом от 22 апреля того же года ему было пожаловано Георгиевское оружие.
В бою 4 мая 1915 года Веденяев был тяжело ранен в голову. Эвакуированный в Киев он 13 мая скончался. Похоронен 15 ноября на Московском городском братском кладбище. Посмертно произведён в генерал-майоры (со старшинством от 27 апреля 1915 года).

## Награды
Имел ордена:
- Орден Святой Анны 3-й степени (1899 год)
- Орден Святого Владимира 4-й степени с мечами и бантом (1906 год)
- Орден Святого Станислава 2-й степени с мечами (1907 год)
- Орден Святой Анны 2-й степени (1909 год)
- Орден Святого Георгия 4-й степени (13 января 1915 года)

За то, что в бою 29-го августа 1914 года, находясь под огнем многочисленной артиллерии и с полным хладнокровием руководя огнем дивизиона, задержал наступление австрийской пехоты, чем способствовал не только отбитию всех упорных атак, но и переходу наших войск в наступление.
- Георгиевское оружие (22 апреля 1915 года)